# 村山喜一
村山 喜一（むらやま きいち、1921年〈大正10年〉7月21日 - 1996年〈平成8年〉8月16日）は、日本の政治家。
鹿児島県議会議員、衆議院議員（10期）、衆議院副議長（第58代）などを歴任した。

## 来歴・人物
鹿児島県姶良郡蒲生町（のちの姶良市）にて生まれた。鹿児島県立加治木中学校 (旧制)卒業。1941年に台南師範学校卒業後、小学校教員、鹿児島県評事務局長、鹿児島県議会議員を経て、1960年の第29回衆議院議員総選挙に日本社会党より立候補し当選、以後当選10回。
党内では和田博雄 – 勝間田清一 – 石橋政嗣の派閥に所属する。1982年2月、飛鳥田一雄委員長の下で国会対策委員長に就任、その後馬場昇書記長下ろしに伴う役員改選により、同年12月副委員長となる。
1990年、衆議院副議長に就任。1993年、政界引退（後継者の浜田健一が当選）。1996年8月16日死去。享年75。
衆議院副議長在任中の議会運営には公正な姿勢で臨み、1992年のPKO国会においては、制限時間を越えて発言を続けようとした菅直人（当時社会民主連合所属）に対し、衛視に命じて強制的に降壇させたりもした。